# Grubenunglück von San José
Das Grubenunglück von San José ereignete sich am Donnerstag, dem 5. August 2010, um 14 Uhr (UTC−4) im Kupfer- und Goldbergwerk von San José, 45 Kilometer nordwestlich von Copiapó in Chile. Die infolge eines Bergschlags eingestürzte Wendelstrecke schloss 33 Bergleute 700 Meter unter Tage ein. In der bereits im 19. Jahrhundert eröffneten Grube war es schon früher zu Unfällen und zeitweise zu Schließungen gekommen. Sicherheitsauflagen waren nur teilweise erfüllt worden. Die Eingeschlossenen wurden nach über zwei Wochen völliger Abgeschiedenheit mit ersten Rettungsbohrungen erreicht. Zu diesem Zeitpunkt hielten sie sich in etwa 700 Meter Teufe und etwa 5 km Weglänge vom Mundloch entfernt auf. Nach 69 Tagen gelang es, mit einer international vielbeachteten Rettungsaktion alle eingeschlossenen Bergleute zu befreien.

## Bergwerk
Mina San José wurde bereits 1889 eröffnet und wurde zuletzt von der Compañía Minera San Esteban Primera betrieben. Die Jahresförderung lag bis zum Unglück bei etwa 1200 Tonnen Kupfer.
Nach einem tödlichen Arbeitsunfall im Jahre 2007 wurde das Bergwerk vorübergehend geschlossen und später unter Auflagen wieder freigegeben, unter anderem sollte ein Wetterschacht mit Fahrten ausgerüstet werden. Doch die Bergwerksgesellschaft ließ weder den Rettungsschacht mit Fahrten ausrüsten, noch überprüften Beamte die Einhaltung der Auflage. Bei Erfüllung der Auflagen hätten die eingeschlossenen Bergleute noch zwei Tage nach dem Bergschlag die Möglichkeit gehabt, durch diesen Wetterschacht ins Freie zu gelangen. Erst danach versperrten weitere Einstürze den Zugang zum Schacht endgültig.

## Streckeneinsturz

Diagramm des Unglücksbergwerkes

Der Vermessungssteiger Luis Urzúa beschrieb während des ersten Gesprächs mit dem Bergbauminister Golborne den Einsturz wie folgt:

«Veinte (minutos) para las dos de la tarde se vino el cerro hacia abajo. Nosotros estábamos preocupados por los compañeros que iban saliendo con un camión que iba a cargado; después llegó el tierral y como en cuatro o cinco horas que no podíamos ver qué es lo que había, en qué situación estábamos. Luego vimos que estábamos atrapados por una enorme roca en toda la pasada del túnel»

„Zwanzig Minuten vor 14 Uhr brach der Berg zusammen. Wir waren besorgt wegen der Kumpel, die gerade mit einem beladenen Lastwagen hinausfuhren; hinterher kam die Staubwolke, und ungefähr vier oder fünf Stunden lang konnten wir nicht sehen, was los war, in welcher Lage wir uns befanden. Dann sahen wir, dass wir gefangen waren, durch einen riesigen Felsen im ganzen Durchgang der Strecke.“

Nach dem Einsturz zwischen der 105-m-Sohle und der 44-m-Sohle waren 32 chilenische Bergleute und ein bolivianischer Bergmann eingeschlossen. Sie versuchten zunächst, durch einen Wetterschacht zu fliehen. Sie stiegen 400 Meter nach oben bis zur 235-m-Sohle, wo sie nicht weiterkamen, weil eine Rettungsleiter fehlte, die sich dort eigentlich befinden sollte. Ein weiterer Bergsturz zwei Tage später zerstörte Teile des Wetterschachts.

## Sucharbeiten

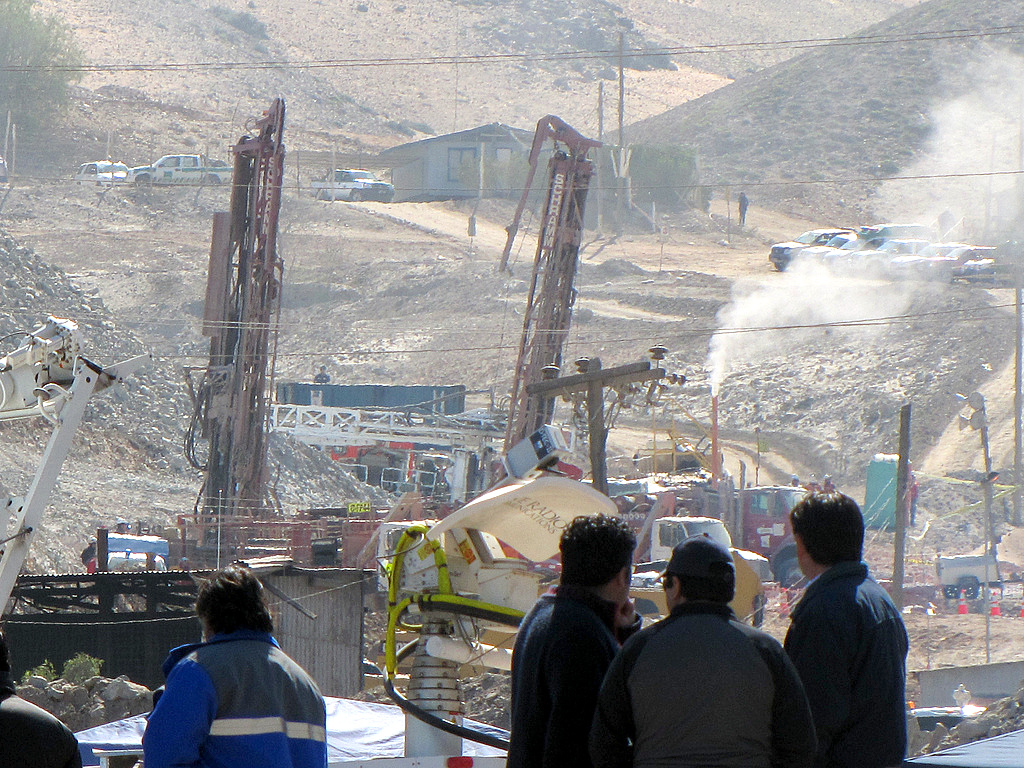
Mit Großbohrgeräten versuchen die Rettungsmannschaften, den Schutzraum oder eine Strecke in einer Teufe von 700 m zu treffen.

Die Rettungsarbeiten begannen unmittelbar nach dem Einsturz. Die Förderrampe war in ungefähr 2000 Meter Entfernung vom Mundloch durch Bruchmassen versperrt und das Gebirge war instabil. Bei dem Versuch, durch den Wetterschacht Kontakt mit den Überlebenden aufzunehmen, brachte am 7. August ein erneuter Bruch die Retter in Gefahr.
Daraufhin wurden über Tage an neun verschiedenen Stellen Rettungsbohrungen angesetzt, um den für solche Notfälle eingerichteten Schutzraum und andere mögliche Aufenthaltsorte von Überlebenden zu erreichen. Vier Kernbohrungen (Fortschritt 20 m/Tag) wurden auf die Strecke vor dem Schutzraum gerichtet, eine weitere Bohrung sollte die Werkstatt in 400 m Teufe erreichen. Die anderen vier Bohrungen (Schlagbohrverfahren, Fortschritt 100 m/Tag) wurden auf den Schutzraum gerichtet. Die Rettungsarbeiten wurden dadurch erschwert, dass das Gebirge von Rissen unbekannter Lage durchzogen war.
Die neueste Bohrmaschine wurde am 8. August in die aussichtsreichste Position gebracht, aber war auf den 312 Metern, die bis Montag gebohrt worden waren, in die falsche Richtung abgedriftet. Beim zweiten Versuch erreichte sie nach sieben Tagen in 509 Meter Teufe einen Hohlraum, aber die abgesenkte Kamera zeigte nichts als einen leeren Raum. Beim dritten Versuch änderten die Bohrarbeiter ihre Lage und bohrten aus einer unscheinbaren Schlucht. Am 22. August 2010 um 05:40 Uhr (Ortszeit) bemerkte einer von ihnen, dass seine Bohrmaschine ohne Widerstand arbeitete. Sie ließen den Bohrer absenken und maßen eine Hohlraumhöhe von 3,80 Metern. Um 06:30 Uhr wurden alle Maschinen abgestellt und dreimal auf den Bohrer geschlagen. Gleich hörte man eine Antwort. Vier Stunden dauerte das Heraufziehen des 108-teiligen Bohrgestänges von insgesamt 688 Metern Länge. Am letzten Gestängestück befand sich eine mit Klebeband befestigte Plastiktüte, die zwei Schriftstücke enthielt: den Brief eines Bergmanns an seine Familie und einen Zettel mit der Aufschrift „Uns 33 geht es im Schutzraum gut“.

## Leben in der eingestürzten Grube
Die Bergleute zogen sich in den in einer Teufe von etwa 700 Metern gelegenen Schutzraum zurück. Frischluft gelangte trotz des eingebrochenen Wetterschachts über alte Abbaue und Risse im Berg zu ihnen. Sie teilten den verfügbaren Raum in Schlaf- und Essräume und wählten für die Notdurft einen 200 Meter rampenabwärts gelegenen Ort. Licht spendeten ihre Fahrzeuge und Grubenlampen. Wegen der besseren Luftzirkulation wählten sie nicht den Schutzraum, sondern die Strecke als Aufenthaltsraum. Auch dort liegt die Temperatur bei einer Luftfeuchtigkeit von bis zu 80 % über 27 °C.
Sie hatten noch ihr mitgebrachtes Essen: Fischbüchsen, Pfirsichkonserven, Milch und Kekse. Der Schichtleiter, Luis Urzúa, ordnete eine Ration von einem Löffel Fisch, einem halben Keks und einer halben Tasse Milch pro 48 Stunden für jeden der Eingeschlossenen an. Mit Hilfe noch funktionierender Maschinen gruben sie erfolgreich nach Wasser.
Als die Rettungsbohrungen sie erreichten, hatten sie sieben bis zehn Kilo abgenommen und ihre Vorräte bis zur letzten Ration verbraucht. Viele klagten infolge der hohen Staubkonzentration in der Luft über Augenreizung.
Die eingeschlossenen Bergleute, unter ihnen der frühere chilenische Fußball-Nationalspieler Franklin Lobos, wurden durch die Bohrung mit dem Notwendigsten versorgt, bis sie durch eine neue Bohrung mit größerem Durchmesser gerettet werden konnten. Um die Kommunikation und die Versorgung mit den Eingeschlossenen zu optimieren, wurden in den nachfolgenden Tagen noch zwei weitere kleine Bohrungen durchgeführt, da davon ausgegangen wurde, dass sie bis zu ihrer Rettung noch längere Zeit im Schutzraum bleiben müssten.
Die Gruppenführung durch den Schichtleiter, Luis Urzúa, wurde von den 33 bestätigt. Es gab eine tägliche Versammlung der Überlebenden, um das Leben unter Tage gemeinschaftlich abzustimmen. Für die seelische Führung war der Gruppenälteste, Mario Gómez (63), zuständig – es wurde eine Ecke für tägliche Gebete eingerichtet. Die medizinische Leitung unter Tage wurde von Yonni Barrios (alias Johnny Barrios) getragen, der medizinisches Wissen bei der Pflege seiner von Diabetes betroffenen Mutter aufgebaut hatte. Er führte unter Tage die Impfungen gegen Wundstarrkrampf und Diphtherie durch.
Der Strom für Licht wurde aus den Batterien der Bergbaufahrzeuge bezogen, die in den kilometerlang zugänglichen Stollen und Schächten um den Schutzraum herum verfügbar waren. Wasser wurde zum einen aus Bergwasser bezogen, das in den Schaufeln der Räumgeräte aufgefangen wurde, zum Teil wurde Kühlwasser der Fahrzeuge getrunken. Die hohen Temperaturen sorgten für einen hohen Bedarf. Über die Versorgungsschächte wurde eine Versorgung mit 4 Litern pro Tag angestrebt, die aber erst seit dem Durchbruch einer größeren Rettungsbohrung am 17. September möglich wurde. Die Luftqualität war anfangs problematisch, so dass sich die Bergleute außerhalb des 50 m² großen Schutzraums aufhielten. Mit Erreichen einer zweiten Kernbohrung wurde darüber mit Sauerstoff angereicherte Luft eingeblasen.

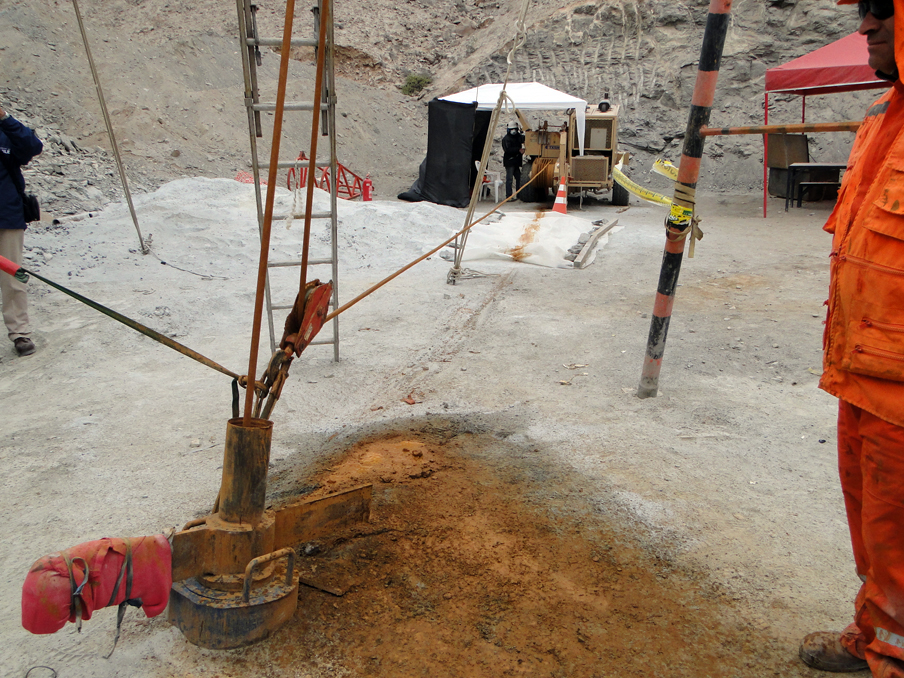
Oberes Ende der Versorgungsbohrung

Über die erste Kernbohrung wurden anfangs Beutel mit Glukose-Trinklösung bereitgestellt. Gegen die Darmkrämpfe durch die Mangelversorgung wurden Beruhigungsmittel eingesetzt. Die Überlebenden hatten aber schon in den 17 Tagen bis zum Erreichen der ersten Kernbohrung jeweils sieben bis zehn kg Gewicht verloren. Über die erste Kernbohrung wurden etwa 1,5 m lange Beutel, genannt Palomeras (Taubennester), mit Versorgungsmaterial hinabgelassen. Am 17. September erreichte eine Rettungsbohrung von 30 cm Durchmesser die Eingeschlossenen.
Psychologen bezeichneten die Stimmung nach der Entdeckung als verhältnismäßig gut, auch da Rollen und Zuständigkeiten klar waren und den Bergleuten erlaubten, sich auf Tagesziele zu konzentrieren. Es wurden drei Gruppen eingeteilt: Eine Gruppe arbeitete an den Bohrschächten und verteilte die Palomeras, eine zweite Gruppe kümmerte sich um Sicherungsarbeiten und verstärkte den Schutzraum und Zugänge gegen weitere Einstürze, die dritte Gruppe kümmerte sich schließlich um medizinische Belange. Bei der Bohrung des Rettungsschachtes mit der Schramm T-130XD fielen in der Erweiterungsphase stündlich 500 kg Schutt an, die von den Bergleuten im Schacht weggeräumt werden mussten – dies wird als förderlich für die psychische Stabilität angesehen.

## Rettungsarbeiten

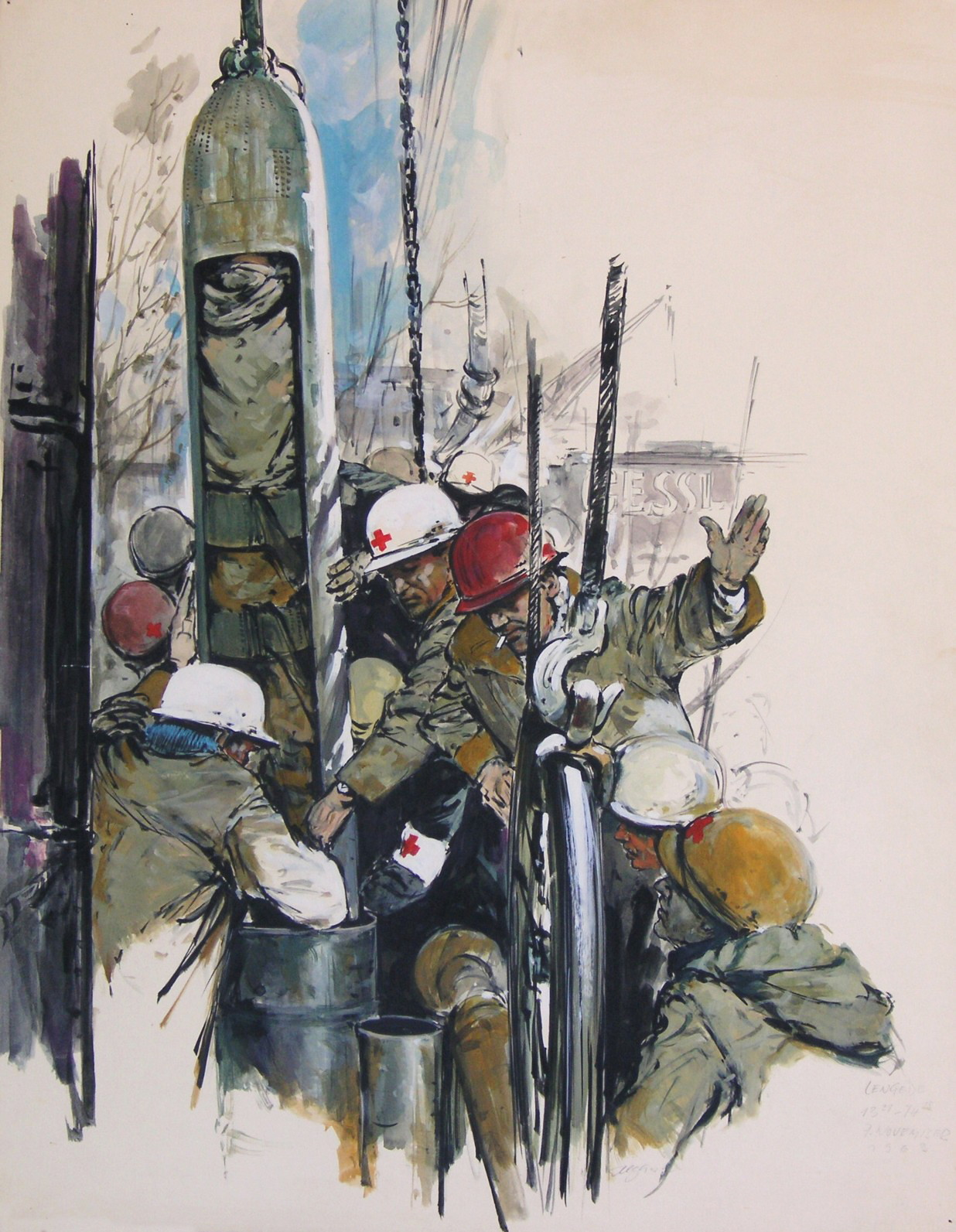
Künstlerische Darstellung der Rettung mit der Dahlbuschbombe (1963, von Helmuth Ellgaard)

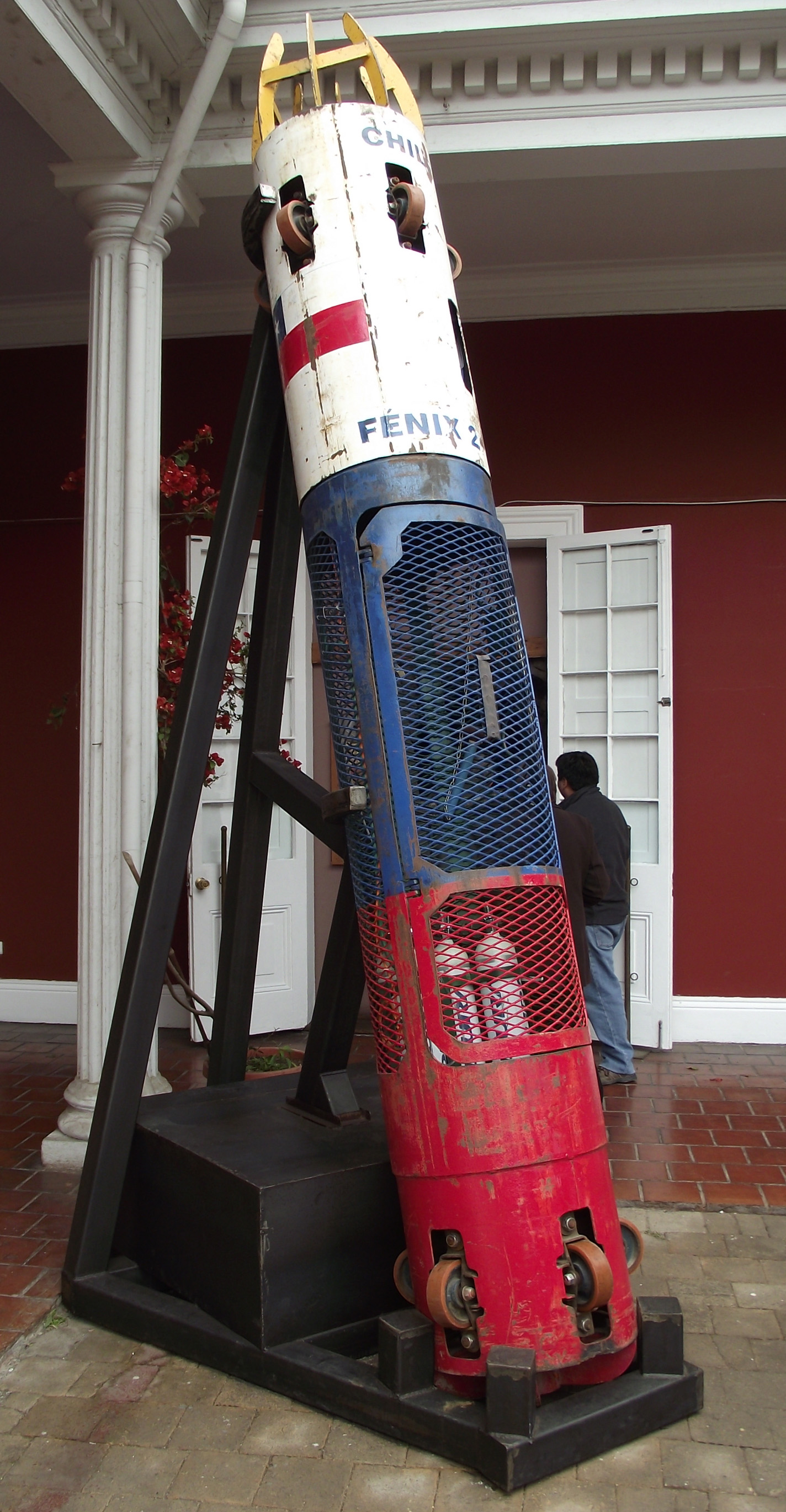
Die Rettungskapsel Fénix 2 – ausgestellt in Copiapó

Die verschütteten Bergleute wurden mit einer modifizierten Version der Dahlbuschbombe einzeln gerettet. Diese kam erstmals 1955 bei einem Grubenunglück in Gelsenkirchen sowie später beim Grubenunglück von Lengede zum Einsatz.
Drei Rettungsbohrungen wurden mit verschiedenen Bohrgeräten angesetzt.

### Plan A:Strata Raisebore 950
Das staatliche Kupferunternehmen CODELCO beorderte aus einem Bergwerk in Saladillo, nahe Los Andes, das Großbohrgerät Strata Raisebore 950 nach San José, um damit eine Rettungsbohrung mit 66 cm Durchmesser abzuteufen. Im Saladillo war die Maschine zum Bohren von Wetterschächten mit 160 m Tiefe und 5,2 m Durchmesser eingesetzt. Die Raisebore 950 kann Bohrlöcher bis zu einer Teufe von 1000 Metern bei einem Vortrieb von maximal 20 Metern pro Tag herstellen. Nach Angaben des mit der Rettung beauftragten Ingenieurs André Sougarret war für die Bergung eine Dauer von etwa drei bis vier Monaten zu erwarten, die verschütteten Bergleute sollten an den Bergungsarbeiten beteiligt werden. Die Rettungsbohrung begann nach mehrtägiger Verzögerung am 30. August 2010.

### Plan B:Schramm T-130 XD Telemast
Die Leitung der Bergung überlegte außerdem, noch zwei alternative Bergungswege zu öffnen. Der erste sollte eine der drei schon vorhandenen 12 cm Versorgungsbohrungen verbreitern, nämlich die Bohrung, die die Werkstatt getroffen hatte, erst auf 25 cm Durchmesser und später auf 70 cm Durchmesser aufzubohren, was die Versorgung der Bergleute erleichtern und verbessern sollte. Die zweite Alternative bestand darin, an einer stabileren Stelle innerhalb des Bergwerks näher an die Verschütteten heran zu bohren; diese Bohrung wäre nur 300 Meter lang gewesen.
Am 17. September 2010 war die zweite Bohrung im Durchmesser von 30 cm bis zur Werkstatt fertiggestellt. Das eingesetzte Bohrgerät vom Typ Schramm T-130 war schneller als veranschlagt vorangekommen. Durch die größere Bohrung wurden die eingeschlossenen Bergleute zum chilenischen Nationalfeiertag mit einem Festessen versorgt. Im Anschluss begann die Erweiterung des Bohrloches auf einen Durchmesser von 70 cm.

### Plan C:RIG-422D
Als dritte Option wurde außerdem eine RIG-422D des kanadischen Unternehmens Precision Drilling aufgebaut – die allerdings noch nicht mit Bohrarbeiten begonnen hatte, als die Schramm T-130 schon durchgebrochen war. Der riesige Bohrer, der auf 42 Tieflader verladen werden musste, benötigte laut Bergbauminister Laurence Golborne eine Standfläche von der Größe eines Fußballfeldes (ca. 60 × 80 m) und wird normalerweise bei der Ölförderung eingesetzt. Im Gegensatz zu den anderen Bohrgeräten ist die Teufrichtung exakt steuerbar – der Richtbohrmotor kann in mehreren hundert Metern Tiefe eine Fläche in der Größe eines A4-Blatts treffen. Der Bohrer treibt in einem Durchgang ein 60 cm breites Bohrgestänge voran, so schnell wie die Strata-950, und das versenkte Bohrrohr ist in sich stabil, während der unverkleidete Bohrschacht der Strata-950 nachgeben kann.

### Bohrarbeiten
Am 2. Oktober 2010 waren alle drei Maschinen in Betrieb. Die erste Bohrung (Plan A, Strata-950, Zieltiefe 702 Meter mit 90° Schacht) kam auf 575 Meter (82 %), dies war allerdings die Pilotbohrung, die später erweitert werden musste. Die zweite Bohrung (Plan B, Schramm-T130, Zieltiefe 638 Meter bei 82° Schacht) war bei 399 Metern (63 %) angekommen. Die dritte Bohrung (Plan C, RIG-422, Zieltiefe 597 Meter bei 85° Schacht) hatte 180 Meter (30 %) erreicht, allerdings war diese Bohrung die einzige, die schon im ersten Durchstoß breit genug gewesen wäre, um die Rettungskapsel abzulassen.
Ursprünglich wurde veranschlagt, dass die Rettungsbohrungen etwa 4 Monate (Plan A) dauern würden, so dass es schon als Herausforderung angesehen wurde, die Bergleute etwa bis Weihnachten 2010 heraufzuholen. Die Bohrarbeiten schritten allerdings deutlich schneller voran als gedacht.
Am 9. Oktober gelang es der Schramm T130 erneut, zu den Bergleuten vorzustoßen. Diesmal war auch die für den Einsatz der Rettungskapsel nötige Bohrlochbreite von 66 cm erreicht. Vor dem Einsatz wurde allerdings noch geprüft, ob das Bohrloch noch mit Stahlröhren, deren Gesamtgewicht 150 t betragen würde, ausgekleidet werden musste. Dies hätte die Rettung um sechs bis acht Tage verzögert. Es sollte damit vermieden werden, dass Gesteinsbrocken auf die Rettungskapsel fallen oder das Bohrloch blockieren. Allerdings konnte sich die Rettungskapsel nach Auskunft des chilenischen Bergbauministers Laurence Golborne auch an dieser Verschalung verfangen. Sollte der Aufstieg dann beginnen, so wären die Bergleute etwa 15 Minuten nach oben unterwegs.

### Ausfahren der Bergleute

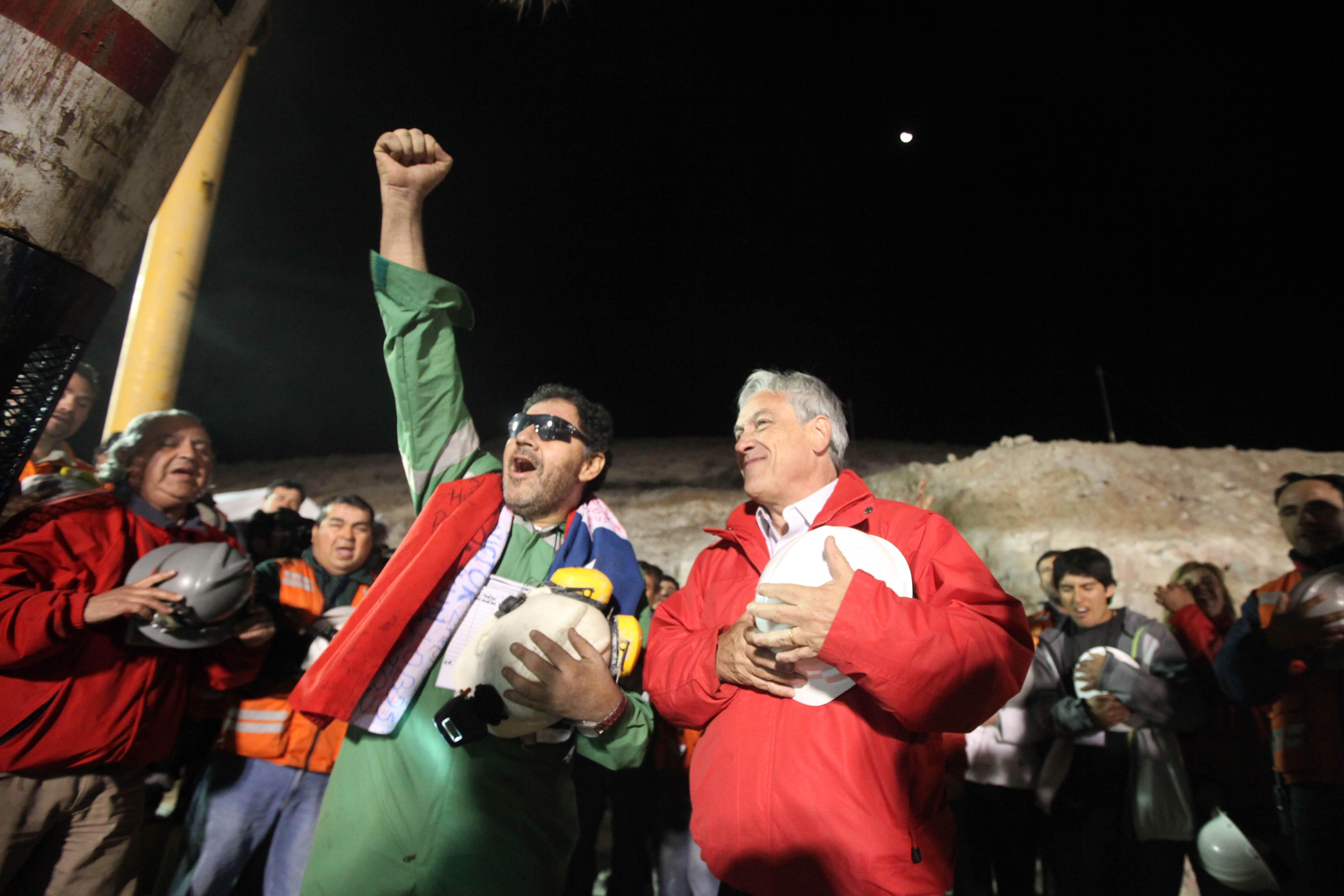
Schichtleiter Urzúa neben Chiles Präsident Piñera

Am 13. Oktober wurden alle verschütteten Bergleute mit der Rettungskapsel Fénix 2 (deutsch: „Phönix 2“) nacheinander an die Oberfläche gebracht. Diese Kapsel ist eine Weiterentwicklung der Dahlbuschbombe von 1955 und wurde mit einer Wechselsprechanlage und einer autonomen Atemluftanlage ausgestattet. Die Rettungskapsel hat einen Durchmesser von 53 Zentimetern, wodurch sich zu der Rettungsbohrung von 66 Zentimetern ein Ringspalt von 6,5 Zentimetern ergab. In ihm laufen die an der Kapsel angebrachten Führungsrollen, die für eine gleichmäßige, ruhige Seilfahrt sorgen und die Bohrlochwand vor übermäßigem Verschleiß schützen. Die Fénix 2 ist eine von insgesamt drei Kapseln, die von Ingenieuren der chilenischen Marine mit Unterstützung der NASA gebaut wurden.
Die Schachtförderanlage bestand aus einem Fördergerüst und einer Schachtwinde des österreichischen Unternehmens ÖSTU-Stettin aus Leoben, das auch das Bedienpersonal stellte.
Als erster Bergmann erreichte Florencio Ávalos am 13. Oktober 2010, kurz nach Mitternacht (Ortszeit), wohlbehalten die Oberfläche, und als letzter verließ Schichtleiter Luis Urzúa um 21:55 Uhr (Ortszeit) desselben Tages die Grube. Mit der abschließenden Ausfahrt des sechsköpfigen Rettungsteams wurde das Rettungswerk abgeschlossen.
Da sich die Bohrung als relativ stabil erwies, konnten die Rettungen mit zunehmender Geschwindigkeit erfolgen. Die Ausfahrt der letzten sechs Retter dauerte nur noch ca. zweieinhalb Stunden.

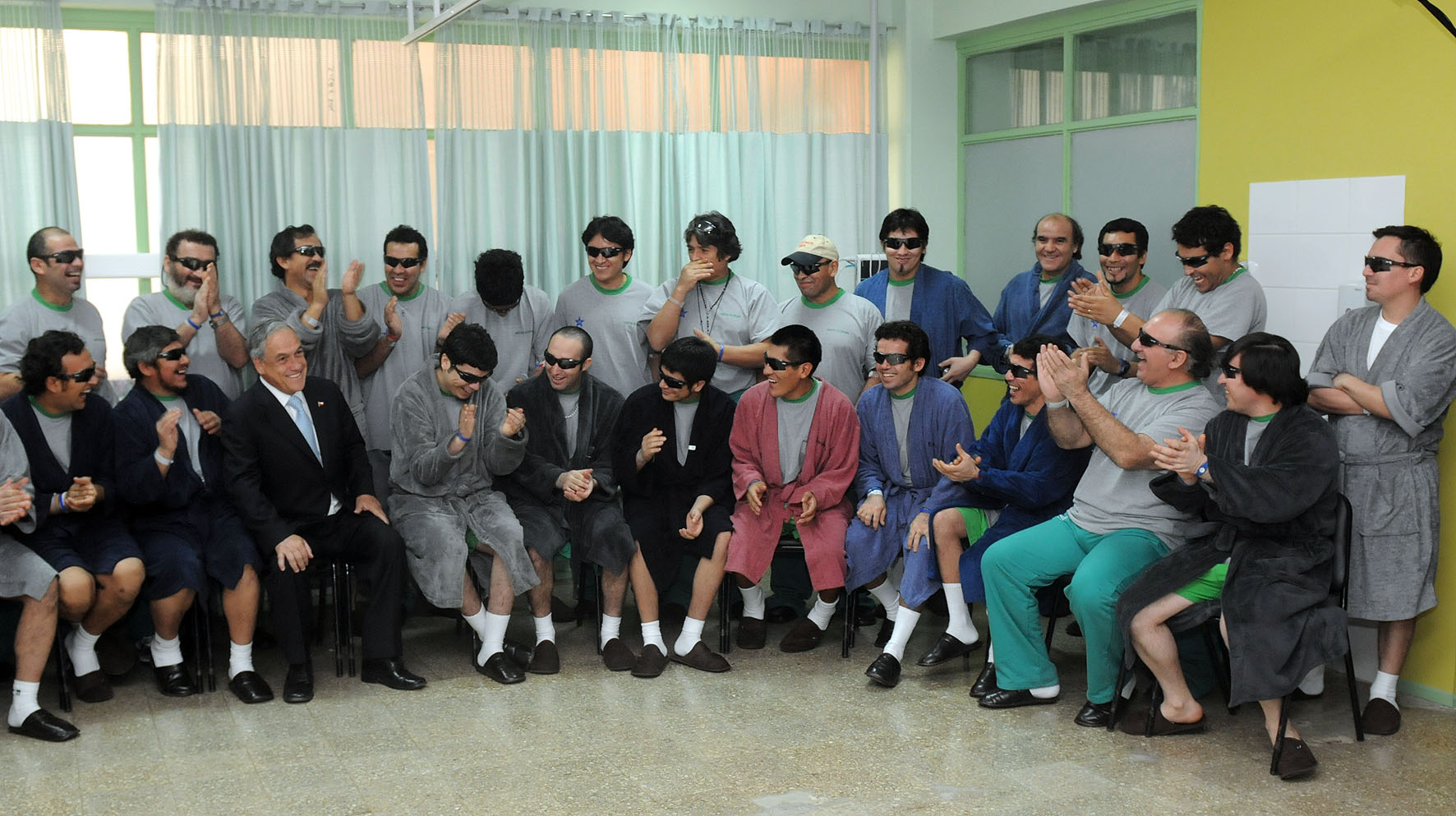
Am Folgetag nach der Rettung im Krankenhaus zum Pressetermin mit dem Präsidenten.

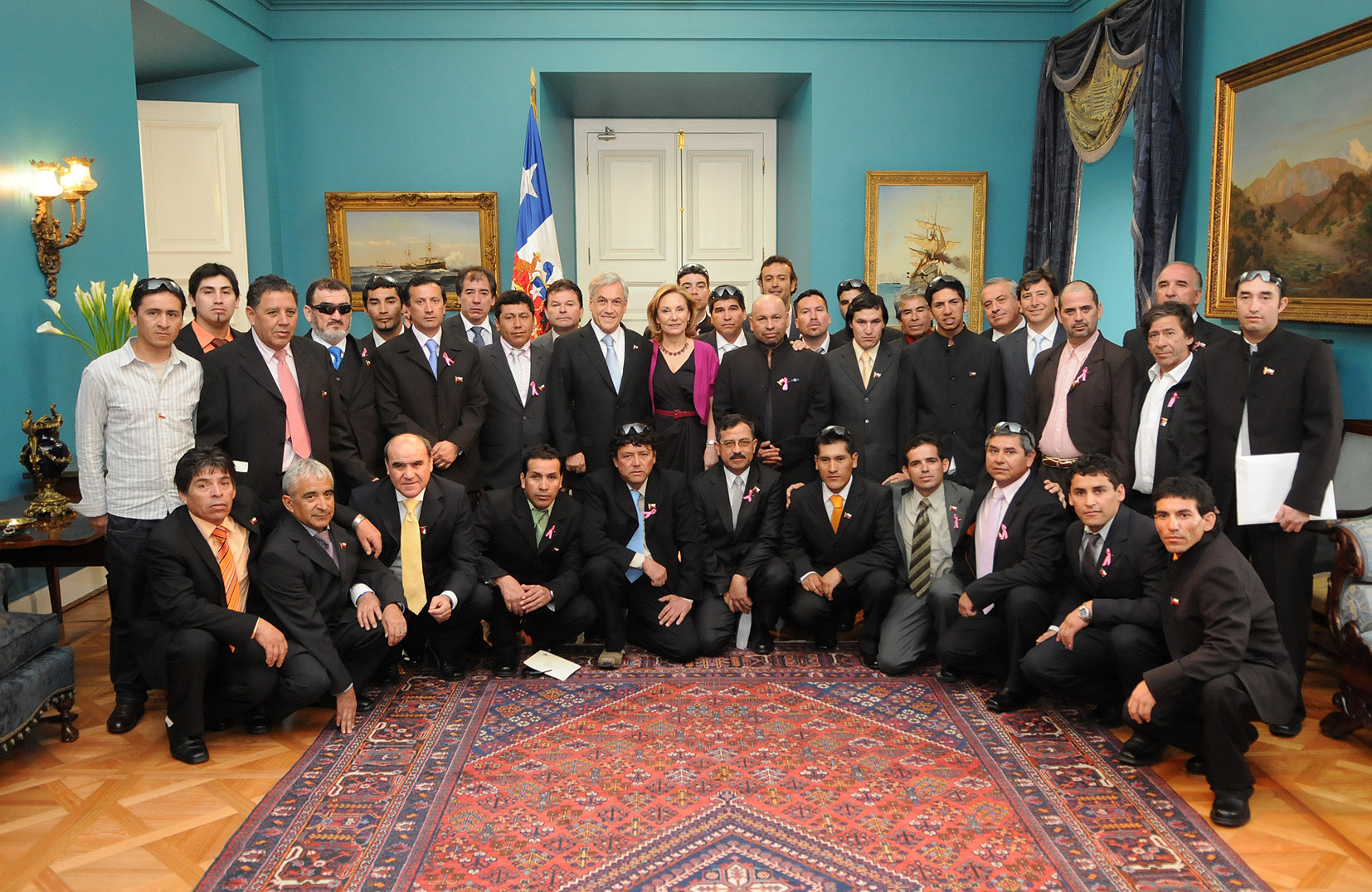
Zehn Tage später im Blauen Raum des Präsidentpalastes mit Chiles Präsident und dessen Gattin.

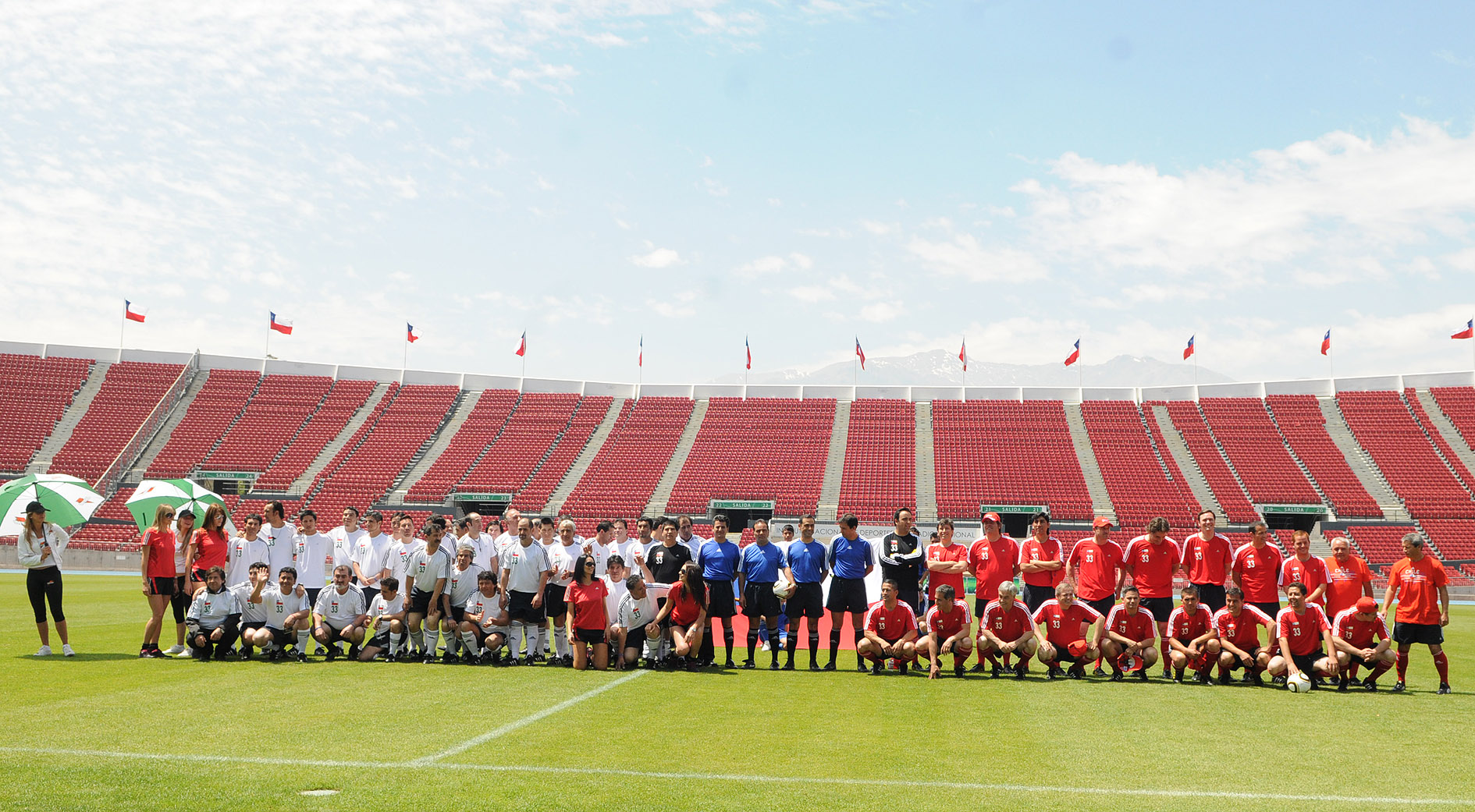
Anschließend spielten die Geretteten mit ihren Rettern eine Partie Fußball im Nationalstadion.

|     | Name                | Alter | Zeitpunkt der Rettung (Ortszeit) | Dauer h:mm |
| --- | ------------------- | ----- | -------------------------------- | ---------- |
| 1.  | Florencio Ávalos    | 31    | 13. Oktober 00:11                | 0:51       |
| 2.  | Mario Sepúlveda     | 40    | 13. Oktober 01:10                | 1:00       |
| 3.  | Juan Illanes        | 52    | 13. Oktober 02:07                | 0:57       |
| 4.  | Carlos Mamani       | 23    | 13. Oktober 03:11                | 1:04       |
| 5.  | Jimmy Sánchez       | 19    | 13. Oktober 04:11                | 1:00       |
| 6.  | Osmán Araya         | 30    | 13. Oktober 05:35                | 1:24       |
| 7.  | José Ojeda          | 46    | 13. Oktober 06:22                | 0:47       |
| 8.  | Claudio Yáñez       | 34    | 13. Oktober 07:04                | 0:42       |
| 9.  | Mario Gómez         | 64    | 13. Oktober 08:00                | 0:56       |
| 10. | Alex Vega           | 31    | 13. Oktober 08:53                | 0:53       |
| 11. | Jorge Galleguillos  | 56    | 13. Oktober 09:31                | 0:38       |
| 12. | Edison Peña         | 34    | 13. Oktober 10:13                | 0:42       |
| 13. | Carlos Barrios      | 27    | 13. Oktober 10:55                | 0:42       |
| 14. | Víctor Zamora       | 33    | 13. Oktober 11:32                | 0:37       |
| 15. | Víctor Segovia      | 48    | 13. Oktober 12:08                | 0:36       |
| 16. | Daniel Herrera      | 27    | 13. Oktober 12:50                | 0:42       |
| 17. | Omar Reygadas       | 56    | 13. Oktober 13:39                | 0:49       |
| 18. | Esteban Rojas       | 44    | 13. Oktober 14:49                | 1:10       |
| 19. | Pablo Rojas         | 45    | 13. Oktober 15:28                | 0:39       |
| 20. | Darío Segovia       | 48    | 13. Oktober 15:59                | 0:31       |
| 21. | Yonni Barrios       | 50    | 13. Oktober 16:31                | 0:32       |
| 22. | Samuel Ávalos       | 43    | 13. Oktober 17:04                | 0:33       |
| 23. | Carlos Bugueño      | 27    | 13. Oktober 17:33                | 0:29       |
| 24. | José Henríquez      | 54    | 13. Oktober 17:59                | 0:26       |
| 25. | Renán Ávalos        | 29    | 13. Oktober 18:24                | 0:25       |
| 26. | Claudio Acuña       | 44    | 13. Oktober 18:51                | 0:27       |
| 27. | Franklin Lobos      | 53    | 13. Oktober 19:18                | 0:27       |
| 28. | Richard Villarroel  | 27    | 13. Oktober 19:45                | 0:27       |
| 29. | Juan Carlos Aguilar | 49    | 13. Oktober 20:13                | 0:28       |
| 30. | Raúl Bustos         | 40    | 13. Oktober 20:37                | 0:24       |
| 31. | Pedro Cortez        | 26    | 13. Oktober 21:02                | 0:25       |
| 32. | Ariel Ticona Yáñez  | 29    | 13. Oktober 21:30                | 0:28       |
| 33. | Luis Urzúa          | 54    | 13. Oktober 21:55                | 0:25       |

## Konsequenzen des Unglücks
Am 10. August 2010 entließ der chilenische Präsident Sebastián Piñera den Direktor der chilenischen Bergbehörde Servicio Nacional de Geología y Minería de Chile, kurz Sernageomin genannt, deren Abteilungsleiter für Bergbau und den Leiter des zuständigen regionalen Bergamtes. Am 30. August trat der regionale Vertreter des Gesundheitsministeriums Secretaría Regional Ministerial in der Atacama-Region zurück. Er hatte am 28. Juli die Wiedereröffnung des Bergwerkes genehmigt.
Vorerst entzog Sernageomin 18 Bergwerken die Abbaugenehmigung wegen Nichteinhaltung der gesetzlichen Standards. Es fehlten entweder die Schutzräume, die Bewetterung oder die erforderlichen zwei Fluchtwege. Diese Maßnahmen bedeuteten den Verlust von 300 Arbeitsplätzen.
Die Regierung ordnete an, dass eine Kommission für Sicherheit am Arbeitsplatz Maßnahmen erarbeitet, um die Arbeitsbedingungen, vor allem im Bergbau, zu verbessern. Die Gesetze, Sicherheits- und Hygienenormen sollen überprüft werden und es soll sichergestellt werden, dass die Einhaltung der Vorschriften von den zuständigen Behörden überwacht wird. Auch der Kongress setzte eine Ermittlungskommission ein.

## Rezeption

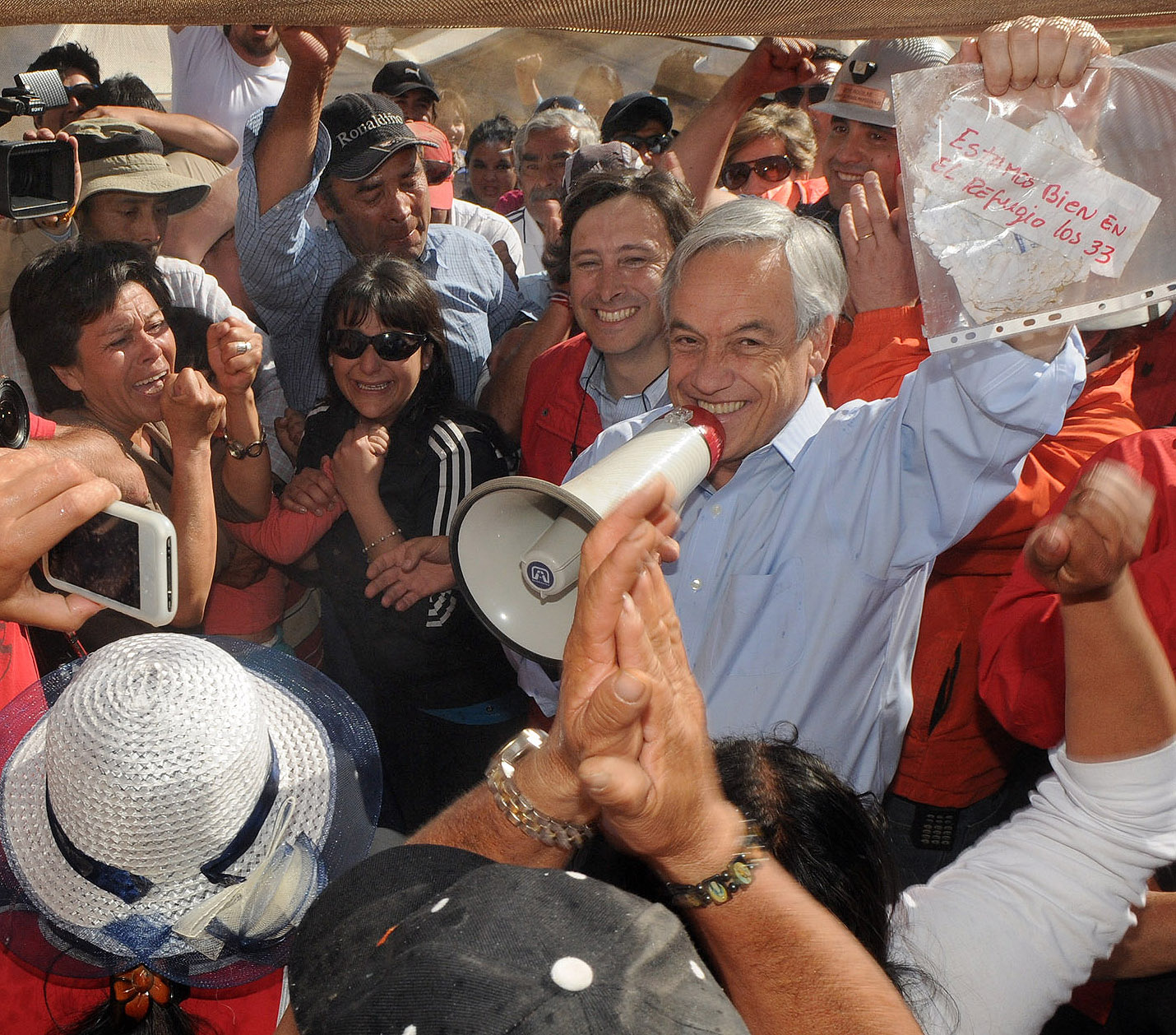
Chiles Präsident verspricht die Rettung der „33“

Das Geschehen nahe der Stadt Copiapó galt zunächst als erneute nationale Tragödie, nachdem Chile erst im Februar 2010 von dem fünftstärksten je gemessenen Erdbeben mit 521 Toten und 200.000 Obdachlosen erschüttert worden war. Die Nachricht, dass die Bergleute noch am Leben waren, erfreute das ganze Land und in mehreren Städten ließen die Feuerwehren ihre Sirenen heulen. Nach Angaben der Zeitung El País hatte die Regierung aus Respekt vor den Bergleuten und ihren Familien die Veröffentlichung von Bildern untersagt, auf denen die Gewichtsabnahme der Bergleute zu erkennen ist.
Weltweit berichteten Medien intensiv über das Unglück und die Rettungsmaßnahmen. So waren bei der Bergung über 1700 Journalisten anwesend. Der Kommunikationswissenschaftler Mauricio Tolosa kritisierte, dass die Berichterstattung manchmal den Regeln einer Reality-Show folgte: „Eine eingeschlossene Gruppe, eine Kamera, die ihnen folgt und eine Auswahl an Bildern, bei der niemand weiß, nach welchen Kriterien sie getroffen wird.“ Anders als bei einer Reality-Show aber gebe es keine ausdrückliche Zustimmung der Bergleute zur Verbreitung ihrer Bilder. Ebenso gibt es Anzeichen, dass die Bergleute unter den Ereignissen leiden. So äußerte sich Sepúlveda über den Medienrummel: „Wenn ich an die schönen Augenblicke zurückdenke, die wir erlebt haben, und an die Menschen, die ich lieben lernte, würde ich lieber wieder dort sein“. Weiter wird von Spannungen in den Familien, über Alkoholmissbrauch sowie Schlafprobleme und Panikattacken berichtet.
Einige der Bergleute agierten nach dem Unglück als Medienstars. Edison Peña imitierte Elvis Presley in der Late-Night-Show bei US-Talkmaster Letterman, andere tanzten in Disney World mit Mickey und Donald. Einige, darunter Luis Urzúa, der Vorarbeiter der Truppe, besuchten den Papst und das Heilige Land. Am Jahrestag der Rettung berichteten eine Reihe von Internationalen Medien über die Schicksale der Bergleute. Danach ginge es vielen auch ein Jahr nach der Rettungsaktion nicht gut. Edison Peña, der Elvis-Imitator, wurde wegen Alkoholsucht im Herbst 2011 in eine Klinik eingewiesen. Zwei der Bergleute verkaufen seit dem Unglück Gemüse auf dem Markt in Copiapó. Einer der 33 Bergleute war über Monate verschwunden, tauchte im Oktober 2011 aber wieder auf. Jimmy Sánchez, der jüngste der 33 Arbeiter, sagte, unter Tage sei es ihm besser ergangen. Mit dem Popularitätsverlust im eigenen Land kamen viele der ehemaligen Bergarbeiter nicht zurecht. Mario Sepúlveda, der als zweiter aus der Rettungskapsel stieg, beklagte, dass sie in der Öffentlichkeit für „Abzocker“ gehalten werden. Sepúlveda berät Manager, wie sie sich in Krisensituationen verhalten sollen. Die meisten anderen Bergarbeiter hofften, dass sie aus den Film- und Buchrechten Kapital schlagen können, die 2011 an Mike Medavoy, den Produzenten von Black Swan, sowie an den Journalisten Héctor Tobar verkauft wurden. 2015 wurde der Film 69 Tage Hoffnung veröffentlicht.
Die 33 hatten bis Oktober 2011 keine Entschädigung erhalten, die Prozesse gegen die Bergbaugesellschaft und gegen den Staat liefen noch. Im März 2012 einigten sich Staat und Bergbaugesellschaft auf einen Vergleich in Höhe von 5 Millionen US-Dollar als Entschädigung für die Bergungskosten, die der Staat zu tragen hatte. Die Summe entsprach weniger als einem Viertel der Kosten, war aber das Maximum, das vom Unternehmen gezahlt werden konnte. 14 Männern wurde eine Sonderrente zugebilligt, sie erhalten rund 350 Euro pro Monat.
Staatspräsident Piñera nahm an den Feiern zum ersten Jahrestag der Rettung nicht teil, hielt jedoch am zweiten Jahrestag eine Rede. An diesem Tag wurde über Tage ein fünf Meter hohes Kreuz an dem inzwischen geschlossenen Bergwerk enthüllt.
Der Song Human Spirit der schottischen Musikerin Amy Macdonald handelt von der Rettung der Bergleute. Er wurde im Juni 2012 auf dem Album Life in a Beautiful Light veröffentlicht.